# مایلز لامپسون
مایلز لامپسون (انگلیسی: Miles Lampson, 1st Baron Killearn؛ ۲۴ اوت ۱۸۸۰ – ۱۸ سپتامبر ۱۹۶۴ (حدوداً ۸۴ سال)) یک سیاست‌مدار اهل بریتانیا بود. وی در دانشکده ایتن درس خوانده است و در سال ۱۹۰۳ به وزارت خارجه بریتانیا راه یافت.